# Pejanda
Pejanda es una localidad del municipio de Polaciones (Cantabria, España). Es un pequeño núcleo de población situado en la parte norte del municipio, con sólo 13 habitantes en el año 2024. Celebra la festividad de San Juan Bautista el 24 de junio. Debe mencionarse igualmente el encuentro de rabelistas que se celebra el último domingo de agosto desde el año 1986, en la campa de la ermita de Nuestra Señora de la Luz, que incluye un concurso de jotas y romería. Además, hay feria de ganado el 15 de noviembre.
La guía "Los Caminos del Ecomuseo", publicada por el Ecomuseo Saja-Nansa contiene una serie de itinerarios llamados "Valle del Nansa", entre las que se encuentra la ruta Cosío-Pejanda. 
El río Pejanda es un afluente del río Nansa que nace en la vertiente sur de la Sierra de Peña Sagra, a unos 1550 m y recorre 4 kilómetros.
- Datos: Q6070853